# Somchetibergen
Somchetibergen, även Loki-, Virahajots- eller Ağzıböyükbergen, är en bergskedja i norra Armenien och södra Georgien. Den är en del av Lilla Kaukasus och har en utsträckning på 75 km. Högsta toppen har berget Lalvar, i Armenien, som når 2 543 m ö.h.

## Anmärkning
1. ↑  georgiska: სომხითის ქედი, Somchitis kedi, eller: ლოქის ქედი, Lokis kedi;
armeniska: Վիրահայոց լեռներ, Virahajots lerner;
azerbajdzjanska: Ağzıböyük silsiləsi